# Eumacroxiphus megapterus
Eumacroxiphus megapterus är en insektsart som först beskrevs av Brongniart 1897.  Eumacroxiphus megapterus ingår i släktet Eumacroxiphus och familjen vårtbitare.

## Underarter
Arten delas in i följande underarter:
- E. m. megapterus
- E. m. distinctus